# Mierea (okręg Gorj)
Mierea – wieś w Rumunii, w okręgu Gorj, w gminie Crușeț. W 2011 roku liczyła 335 mieszkańców.